# М'ята дрібноцвіта
М'ята дрібноцвіта або м'ята дрібноквіткова (Mentha micrantha) — вид трав'янистих рослин з родини глухокропивові (Lamiaceae), поширений на півдні Росії й у Казахстані. Етимологія:  μικροϛ — «дрібний», грец. ανϑοϛ — «квітка».

## Опис
Стебла висотою 10–30 см, чотиригранні, прямостійні. Листки голі, майже цілокраї, довгасті або яйцеподібні, нижні 10–20 мм завдовжки і 5–10 мм завширшки.
Суцвіття — несправжні колотівки, 7–12 мм завширшки, приквітки лінійні або лінійно-ланцетні, чашечка двогуба, до 2.5 мм довжиною. Віночок рожевий або пурпуровий, 3–4 мм довжиною, зовні ворсистий, 4-лопатевий. Тичинки коротші від віночка, пиляки темні.
Плід — горішок, гладкий, яйцеподібний або округлий, ≈0.5 мм завдовжки й ≈0.5 мм шириною.

## Поширення
Поширений у південно-європейській Росії та Казахстані.
В Україні вид зростає у степових подах і западинах — у Лівобережному злаковому степу (Херсонська обл.).